# Glaciar Lurabee
El glaciar Lurabee (69°15′S 63°37′O / -69.250, -63.617) es un glaciar en la Antártida.
El glaciar mide 50 km de largo, y fluye en dirección noreste entre Scripps Heights y Finley Heights hacia la costa este de la tierra de Palmer. Este glaciar fue descubierto por Sir Hubert Wilkins el 20 de diciembre de 1928 durante su vuelo antártico pionero. Lo nombró "canal Lurabee" en referencia a la señora Lurabee Shreck de San Francisco, en reconocimiento a su ayuda en procurar el equipo necesario para este y un vuelo previo a la Antártida, y por su asistencia editorial con su libro Flying the Arctic (en español: "Volando sobre el Ártico"). El término canal fue modificado a glaciar, el término correcto para designar este elemento geográfico.